# William H. Partridge
William H. Partridge (1924 - 1966) fue un ornitólogo y naturalista argentino, miembro de la comisión directiva de la Asociación Ornitológica del Plata, en la que actuó como vocal y director en la revista de ornitología neotropical El hornero. Publicó el resultado de sus trabajos en diversas revistas científicas del país y del extranjero.
Nació en Leones, departamento Marcos Juárez, provincia de Córdoba, el 15 de septiembre de 1924. Cursó sus estudios primarios en la Escuela Domingo Faustino Sarmiento, la misma que hoy lleva su nombre. Prosiguió sus estudios secundarios en el Colegio Nacional Sarmiento, de la ciudad de Buenos Aires y los estudios superiores en la Facultad de Ciencias Exactas y Naturales de la Universidad de Buenos Aires, los cuales no llegó a concluir.
Se incorporó al Museo Argentino de Ciencias Naturales, en septiembre de 1946 y actuó primeramente en el departamento de botánica y luego como entomólogo ayudante, más tarde en la sección zooecológica y por último pasó a la división ornitológica, en la cual desarrolló sus actividades científicas hasta el fin de su existencia.
Recorrió en casi veinte años prácticamente todo el país, realizando estudios ornitológicos y reuniendo importantísimas colecciones de aves, de otros grupos zoológicos y también de ejemplares botánicos. 
Se dedicó especialmente al estudio de la avifauna de la mesopotamia argentina y en particular de la provincia de Misiones, cuyo territorio exploró y estudió a través de doce fructíferos años. Como resultado de esa intensa labor, el Museo Argentino de Ciencias Naturales posee ahora la colección de aves más completa y numerosa que hasta el momento se ha reunido en cualquier región del país.
Realizó también una valiosa colección ornitológica en su ciudad natal al sur de Córdoba, donde viajó en numerosas oportunidades desde 1947 hasta enero de 1965. Recorrió las sierras de Córdoba y de San Luis en enero y febrero de 1948 y los resultados de esa excursión aparecieron en El hornero de 1953, este fue el primer trabajo que publicó.
En el verano de 1949 viajó a Tierra del Fuego, donde reunió una interesante colección de aves procedentes de la región de bahía Aguirre.
El plan de trabajos ornitológicos que había programado, consistía en un estudio sistemático zoogeográfico de la avifauna de Brasil, este del Paraguay y nordeste de la Argentina. Para ello, el American Museum of Natural History de Nueva York puso a su disposición una gran colección de aves compuesta por más de 14 000 ejemplares procedentes del sudeste de Brasil y Paraguay oriental. 
Faltaba coleccionar en Misiones y allí fue. Su primer viaje a esa provincia lo hizo en septiembre, octubre y noviembre de 1949 y lo continuó de inmediato de enero a marzo de 1950. En esa región, cerca del río Uruguay, a unos 30 km de su desembocadura en el Paraná y en plena selva, instaló un campamento que llamó «Yacupoi». En enero, febrero y marzo de 1951, volvió a ese mismo campamento recorriendo además el río Iguazú, donde se instaló a unos 60 km del puerto homónimo. En febrero y marzo de 1952, armó su campamento en Tobuna, en el extremo norte de la provincia. En 1953 estuvo en la provincia de Catamarca, en las localidades de Singuil y Humaya. Retornó a Yacupoi en agosto de 1954 donde permaneció hasta octubre pasando luego por Piñalito Sur, desde noviembre a diciembre.
La Fundación Guggenheim lo favoreció con la beca que otorga a profesionales avanzados y pasó todo el año 1956 en los EE. UU. donde se vinculó al American Museum de Nueva York y pudo comenzar sus trabajos con las colecciones y otras que llevó de Buenos Aires.
Su mayor permanencia en su viejo campamento del río Uruguay fue en los años 1957 y 1958, volviendo nuevamente a Yacupoi.
En 1959 llevó a cabo un viaje al norte y centro del país hasta el norte de la Patagonia, acompañando a una comisión de Estudios del Museo de Nueva York.
En 1959 se concertó un convenio entre el Museo Argentino de Ciencias Naturales y el American Museum of Natural History para la realización de estudios y recolección de material ornitológico en el país, ayudado desde ese momento económicamente por el Museo de Nueva York. El material recolectado se distribuyó proporcionalmente teniendo en cuenta la contribución de cada institución.
En 1960 y 1961 hizo varios viajes a las provincias de Corrientes y Entre Ríos, uno de ellos acompañado por ornitólogos del Museo Nacional de Washington y del Museo Carnegie de Pittsburgh. En 1962 y 1963 recorrió el sur de la provincia de Buenos Aires, Río Negro, Neuquén y La Pampa. 
Entre noviembre y diciembre de 1963 estuvo en las provincias de Mendoza y San Juan, donde reunió una colección de aves muy bien documentada. Viajó también a las provincias de San Luis y Córdoba, finalmente en 1965 estuvo coleccionando material ornitológico y realizando estudios y observaciones en las sierras de Córdoba. Fue este el último viaje de su inquieta y laboriosa vida.
Tenía casi 42 años de edad al morir, el 14 de julio de 1966. Se cree que su muerte se debió a una enfermedad contraída en la selva misionera. Leones, su ciudad natal, posee parte de sus colecciones y fotografías, las que se exhiben en el museo que lleva su nombre y se encuentra en el local de la escuela.